# Walter Heywang
Walter Heywang  (* 1. Oktober 1923 in Schweinfurt; † 25. Juli 2010 in Grasbrunn) war ein deutscher Physiker, der sich mit Halbleiterphysik und keramischen elektronischen Werkstoffen befasste.
Heywang ging nach Diplom 1948 und der Promotion 1950 an der Universität Würzburg (über das Thema Vorschlag eines Experiments zur Entscheidung zwischen linearer und nicht linearer Theorie der Supraleitung) zu Siemens. Dort war er 1976 bis 1987 Leiter der Zentralen Forschung und Entwicklung.
Seit 1969 war er Honorarprofessor an der TU München.
Heywang entwickelte 1956 bei Siemens eine Methode, hochreines Silizium herzustellen. Außerdem entwickelte er Messmethoden, um die Leitfähigkeit sowie Rekombinations- und Einfangprozesse in Halbleitern zu messen. Weiter forschte er über Verbundhalbleiter wie Indiumantimonid und Galliumarsenid, piezoelektrische Materialien, amorphe Halbleiter und Ferroelektrizität.
Von ihm stammen über 70 wissenschaftliche Arbeiten, mehrere Bücher und rund 70 Patente. Er betreute rund 20 Doktoranden.
1983 erhielt er die Wilhelm-Exner-Medaille und die Czochralski-Medaille der Polnischen Gesellschaft für Materialwissenschaften. Er ist Ehrendoktor der Universität Lund (1981) und Fellow des IEEE (1979).
Er war Mitherausgeber der Reihe Halbleiter-Elektronik im Springer-Verlag.

## Schriften
- Sensorik, Halbleiter-Elektronik, Band 17, Springer Verlag, 4. Auflage 1993 (zuerst 1984)
- Amorphe und Polykristalline Halbleiter, Halbleiter-Elektronik, Band 18, Springer Verlag 1984
- Herausgeber mit Karl Lubitz, Wolfram Wersing Piezoelectricity: evolution and future of a technology, Springer Verlag 2008
- mit Johannes Pötzl Bänderstruktur und Stromtransport, 2. Auflage, Halbleiter-Elektronik, Band 3, Springer Verlag 1991 (zuerst 1976)
- mit Fritz Nücke, Erwin Timm Physik für Techniker, Handwerk und Technik, 10. Auflage 1986